# قتلگاه ۳
قتلگاه ۳ (به انگلیسی: Killzone ۳) یک بازی ویدئویی تیراندازی اول شخص از مجموعه بازی‌های قتلگاه است که در فوریه ۲۰۱۱ توسط شرکت گوریلا گیمز توسعه یافته و به‌وسیلهٔ سونی کامپیوتر انترتینمنت به طور انحصاری برای کنسول پلی‌استیشن ۳ منتشر شده‌است. نسخه پیشین آن با نام قتلگاه ۲ در سال ۲۰۰۹ منتشر گردید. این اولین نسخه از این سری محسوب می‌شود که به صورت برجسته‌بینی سه‌بعدی ارائه شد، و همچنین قابلیت اجرا شدن با موشن کنترلرهای پلی‌استیشن موو را دارا می‌باشد.
قتلگاه ۳ همانند نسخه‌های پیشین درگیری‌های بین اعضای آی‌اِس‌اِی و هِلگاست‌ها (Helghast) را روایت می‌کند. بازیکن در این بازی یکی از سربازان آی‌اِس‌اِی را هدایت می‌کند و بر ضد اعضای هلگاست می‌جنگد. نسخه بعدی با نام قتلگاه: شدو فال در سال ۲۰۱۳ به صورت انحصاری برای کنسول پلی‌استیشن ۴ منتشر شد.